# 요시자와 히사시
요시자와 히사시(일본어: 吉沢悠, 1978년 8월 30일 ~ )는 일본의 배우이다.

## 출연작품

### 드라마
- NHK 대하드라마 타이라노 키요모리(2012년) - 후지와라노 나리치카 역

### 영화
- 백자의 사람: 조선의 흙이 되다 (2012년) - 아사카와 다쿠미 역